# 1875 في كندا
فيما يلي قوائم الأحداث التي وقعت خلال عام 1875 في كندا.

## سياسة

### تعيين في المنصب
- 1 يناير – جون تايلور member of the Legislative Assembly of Manitoba ‏.
- 1 يناير – دونالد ألكسندر ماكدونالد Lieutenant Governor of Ontario [الإنجليزية]‏.
- 18 يناير – جون فلمنج عضو برلمان مقاطعة أونتاريو.

### انتهاء فترة المنصب
- 1 يناير – جون ويلوبي كروفورد Lieutenant Governor of Ontario [الإنجليزية]‏.
- 18 مايو – دونالد ألكسندر ماكدونالد عضو مجلس العموم الكندي.
- 25 سبتمبر – توماس سكوت عضو برلمان مقاطعة أونتاريو.

## مواليد

### يناير
- 1 يناير – جاكوب أندرسون كهنوت كندي.
- 1 يناير – جان شاربونو شاعر كندي.[1]
- 1 يناير – ويليام بي. مونرو[2]
- 28 يناير – توماس فاركوهار سياسي كندي.[3]
- 30 يناير – جيمس برنارد هاركن[4]

### فبراير
- 1 فبراير – روبرت ماكنزي سياسي كندي.[5]
- 17 فبراير – دونالد برايان ممثل كندي.
- 22 فبراير – غراهام درينكووتر لاعب هوكي جليد كندي.[6]
- 25 فبراير – مالكوم لانغ سياسي كندي.[7]
- 28 فبراير – كريستي ماكدونالد[8]

### مارس
- 24 مارس – ويليام بورنس لاعب لاكروس كندي.

### أبريل
- 16 أبريل – الكسندر غرانت منافِس أوليمبي من الولايات المتحدة الأمريكية.

### مايو
- 1 مايو – برستون إليوت سياسي كندي.[9]
- 1 مايو – ديفيد هال منافِس أوليمبي من الولايات المتحدة الأمريكية.
- 3 مايو – ويليام أرشيبالد راي سياسي كندي.
- 13 مايو – دونالد شارب سياسي كندي.
- 18 مايو – إرنست ويليام روبنسون مدرس من كندا.[10]

### يونيو
- 1 يونيو – مالكوم أرشيبالد ماكدونالد سياسي كندي.
- 10 يونيو – هارولد هيوم[11]
- 12 يونيو – جورج آدم إليوت سياسي كندي.[12]
- 20 يونيو – سام دي غراسي

### يوليو
- 1 يوليو – ويليام فوستر غارلاند سياسي كندي.
- 6 يوليو – بيل ماجي لاعب كرة قاعدة من الولايات المتحدة الأمريكية.
- 21 يوليو – روبرت ديفيدسون سياسي كندي.[13]
- 26 يوليو – ويليام توماس لوكاس سياسي كندي.[14]

### أغسطس
- 9 أغسطس – فرانك ويلتون بيلي صناعي كندي.[15]
- 15 أغسطس – روبرت بارتليت[16]
- 18 أغسطس – فريدريك ألبرت سوندرز فيزيائي كندي.[17]
- 21 أغسطس – ألبرت هدسون سياسي كندي.[18]

### سبتمبر
- 6 سبتمبر – والتر جورج براون سياسي كندي.[19]
- 11 سبتمبر – كارولين أرمينغتون رسامة كندية.[20]
- 29 سبتمبر – ويليام الكسندر روب كير

### أكتوبر
- 7 أكتوبر – رايموند كلير أرشيبالد رياضياتي من الولايات المتحدة الأمريكية.
- 13 أكتوبر – ويليام جون بلير سياسي كندي.[21]

### نوفمبر
- 19 نوفمبر – جون نوكس بلير سياسي كندي.[22]

### ديسمبر
- 24 ديسمبر – بيير برتراند سياسي كندي.
- 24 ديسمبر – جون أنتوني مكدونالد سياسي كندي.[23]
- 27 ديسمبر – ليندسي ك. غاردنر سياسي كندي.

## وفيات

### يناير
- 2 يناير – إيبر بروك وارد (مواليد 1811) رائد أعمال أمريكي.[24]

### فبراير
- 15 فبراير – إدوارد جون هوران (مواليد 1817) قس كندي.[25]

### أبريل
- 2 أبريل – هنري بود (مواليد 1812)[26]
- 26 أبريل – إدوارد ويليام (مواليد 1800) سياسي كندي.[27]

### يونيو
- 22 يونيو – ويليام ادمون لوغان (مواليد 1798) جيولوجي كندي.[28]

### يوليو
- 8 يوليو – جورج براون (مواليد 1839) مُجدّف كندي.[29]

### أغسطس
- 21 أغسطس – جورج كولز (مواليد 1810) سياسي كندي.[30]